# Ískar
Ískar (en búlgaro: Ѝскър) es una ciudad de Bulgaria, capital del municipio homónimo en la provincia de Pleven.

## Geografía
Se encuentra a una altitud de 62 m s. n. m. a 145 km de la capital nacional, Sofía.

## Demografía
Según estimación 2012 contaba con una población de 3 090 habitantes.
|         | 2004  | 2005  | 2006  | 2007  | 2008  | 2009  | 2010  | 2011  |
| Mujeres | 1 945 | 1 933 | 1 908 | 1 897 | 1 856 | 1 832 | 1 789 | 1 574 |
| Varones | 1 929 | 1 906 | 1 870 | 1 851 | 1 820 | 1 790 | 1 750 | 1 588 |
| Total   | 3 874 | 3 839 | 3 778 | 3 748 | 3 676 | 3 622 | 3 539 | 3 162 |